# Course de côte Cesana - Sestrières

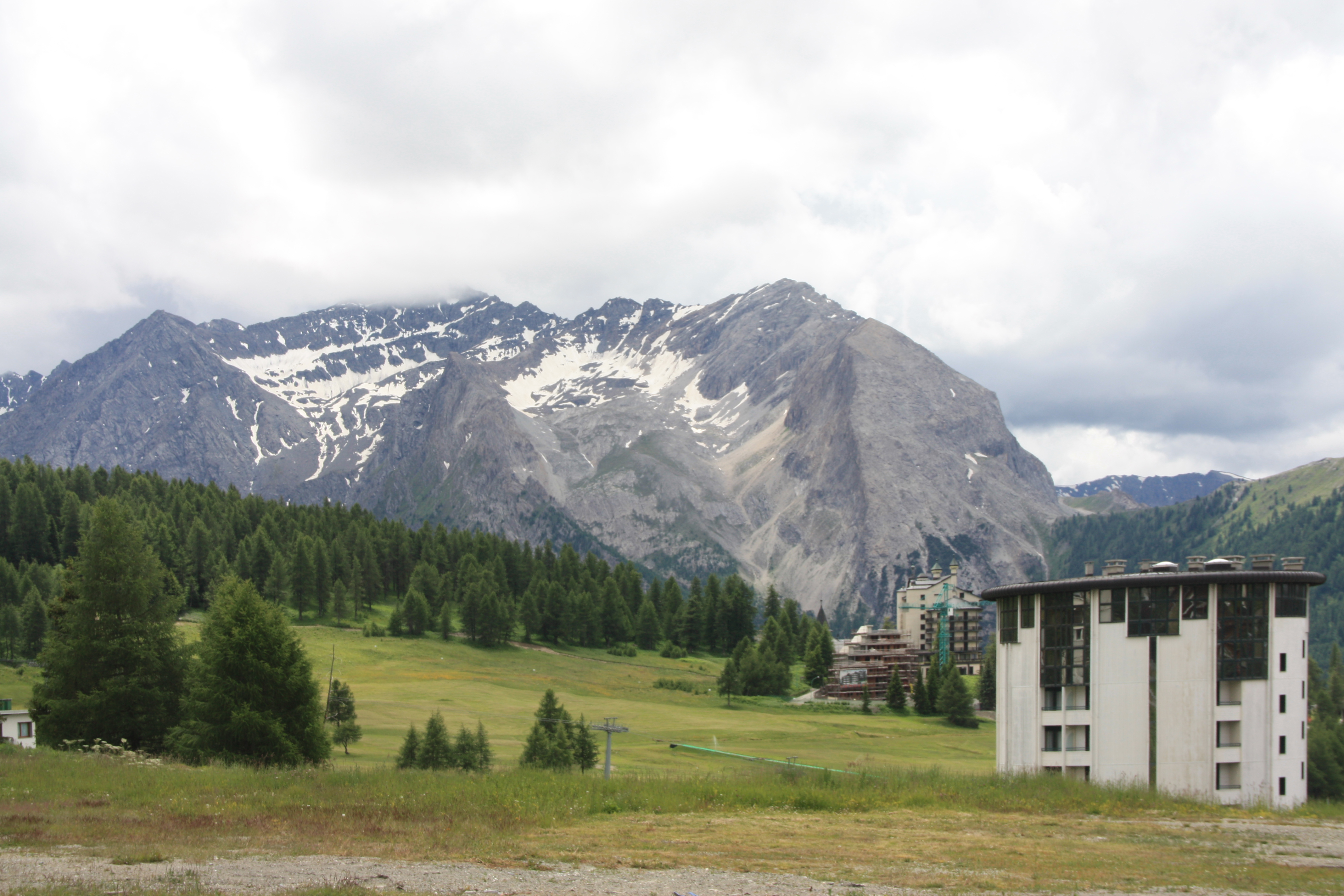
Aire de Cesana-Sestrières.

La Course de côte Cesana - Sestrières (ou Cronoscalata Cesana-Sestriere, ou Trofeo Giovanni Agnelli depuis 2007) est toujours une compétition automobile italienne  pour voitures de course dans la discipline des  courses de côte, courue durant les trois dernières semaines du mois de juillet et organisée par l’Automobile Club di Torino.

## Histoire

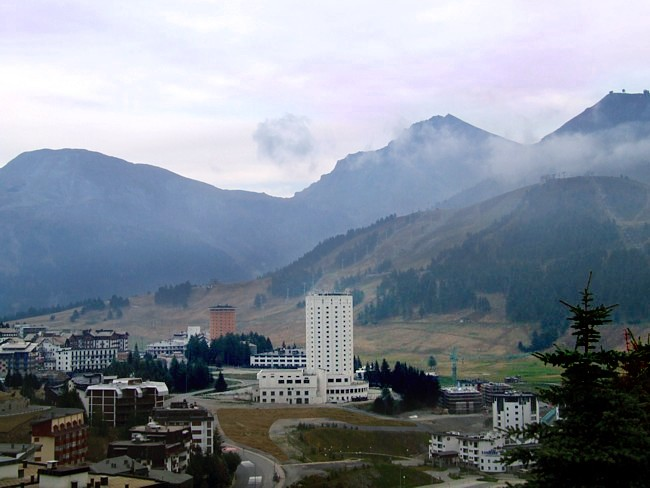
Le col de Sestrières.

Le départ a lieu de Cesana Torinese (à quelques kilomètres à peine de la frontière française, en empruntant la route nationale 23) à 1 300 mètres d'altitude, pour rejoindre vers l'est le Col de Sestrières situé à 2 035 mètres, soit un trajet de 10.4 kilomètres, pour une pente moyenne de 4,5 %.
Cette course a été intégrée à 18 reprises dans le Championnat d'Europe de la montagne, entre 1963 et 1992 (en début de deuxième moitié de ce dernier), lors de deux périodes distinctes : de 1963 à 1973, puis de 1986 à 1992. Mauro Nesti l'a remportée à cinq reprises dans un cadre continental, pour un total de neuf couronnes.
Jusqu'en 1973, le temps le plus significatif est à mettre à l'actif du Suisse Peter Schetty, avec 4 min 53 s 3 commis en 1969 pour l'ascension. En 1992, l'Espagnol Andrés Vilariño parvient à obtenir 4 min 32 s 68, à plus de 130 km/h.
En 2011, la compétition fête sa trentième édition. Elle est désormais devenue "Historic", annuellement depuis 2007. Le meilleur temps obtenu pour cette troisième période de courses est à mettre à l'actif de l'Italien Stefano Di Fulvio en 2013, en 4 min 44 s 87 obtenu à 131 km/h de moyenne sur son Osella PA9/90... mais deux chicanes de ralentissement ont été rajoutées dans le temps.

## Palmarès

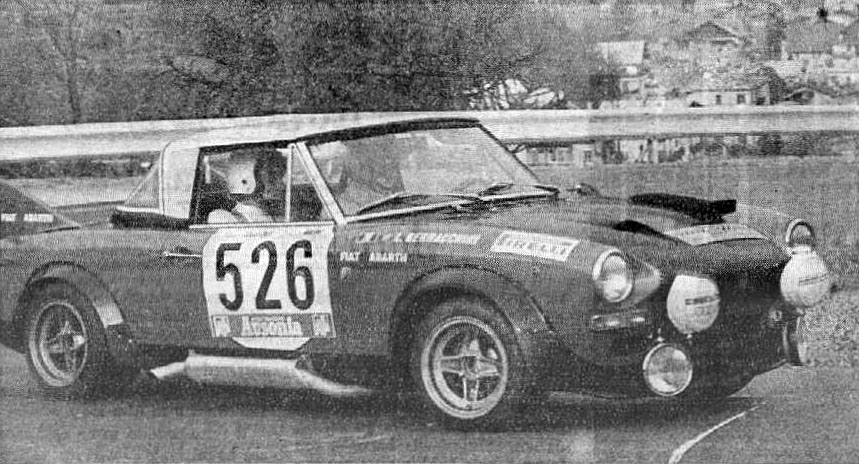
Raffaele Pinto et Arnaldo Bernacchini, Fiat 124 Abarth, 1973

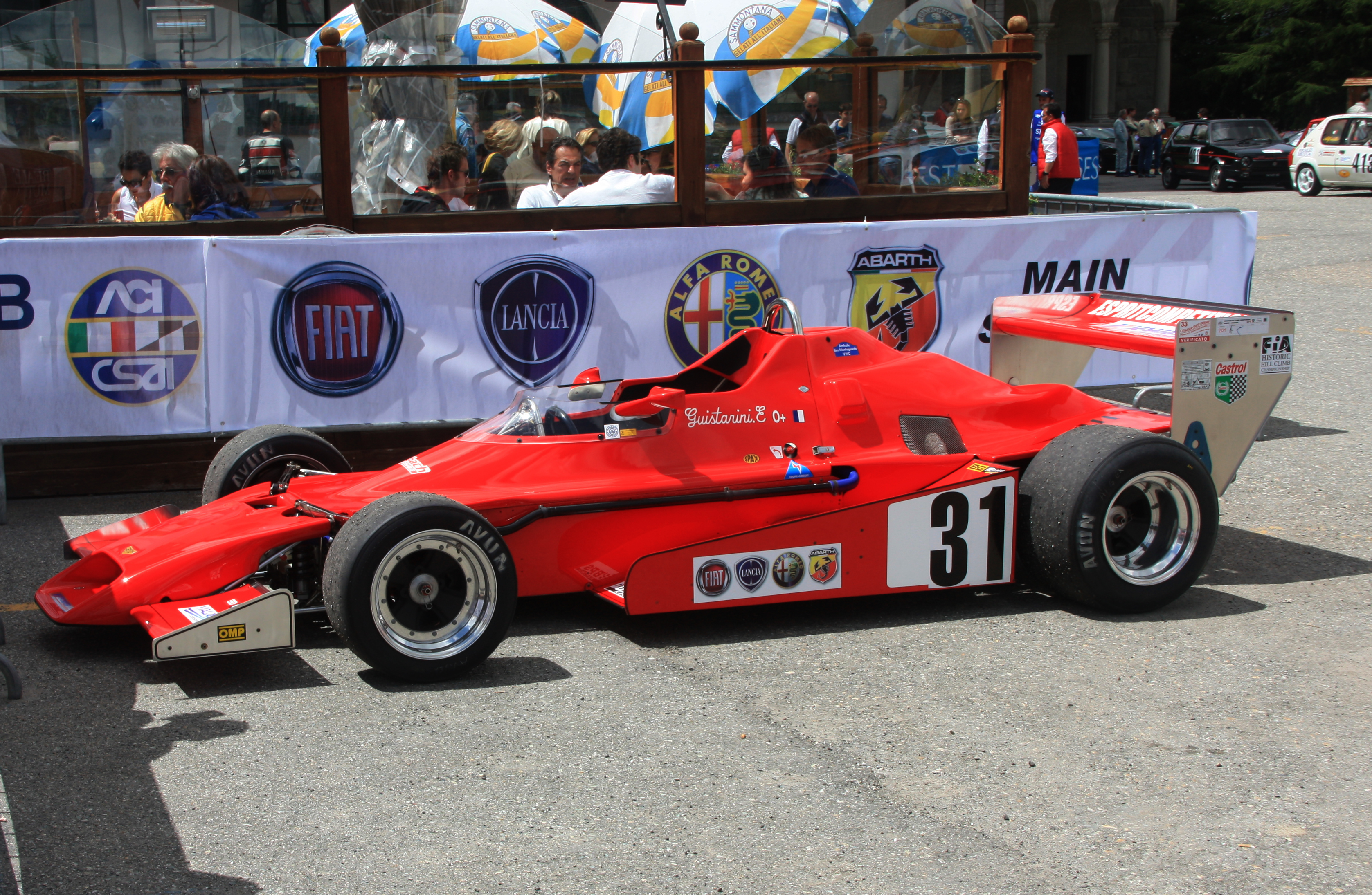
Une Chevron B48 F2, au départ de l'édition 2014 de l'épreuve.

| Année              | Vainqueur           | Voiture                           |
| ------------------ | ------------------- | --------------------------------- |
| 1961               | Mennato Boffa       | Maserati 2000                     |
| 1962               | Odoardo Govoni      | Maserati 2000                     |
| 1963               | Edgar Barth         | Porsche RS61                      |
| 1964               | Edgar Barth         | Porsche RS61                      |
| 1965               | Ludovico Scarfiotti | Ferrari Dino 166P/206P Berlinetta |
| 1966               | Ludovico Scarfiotti | Ferrari Dino 206P                 |
| 1967               | Rolf Stommelen      | Porsche 910 Bergspyder            |
| 1968               | Gerhard Mitter      | Porsche 910 Bergspyder            |
| 1969               | Peter Schetty       | Ferrari 212 E Montagna            |
| 1970 (10e édition) | Arturo Merzario     | Fiat Abarth 2000                  |
| 1971               | Johannes Ortner     | Fiat Abarth 2000                  |
| 1972               | Mauro Nesti         | Chevron B21                       |
| 1973               | Mauro Nesti         | March 73S                         |
| 1974 à 1980        | Non disputée        | Non disputée                      |
| 1981               | Mauro Nesti         | Osella-BMW                        |
| 1982               | Mauro Nesti         | Osella-BMW                        |
| 1983               | Mauro Nesti         | Osella-BMW                        |
| 1984               | Mauro Nesti         | Osella-BMW                        |
| 1985               | Romano Casasola     | Osella PA9                        |
| 1986               | Mauro Nesti         | Osella PA9-BMW                    |
| 1987               | Ezio Baribbi (it)   | Osella PA9-BMW                    |
| 1988               | Mauro Nesti         | Osella PA9-BMW                    |
| 1989               | Mauro Nesti         | Osella PA9-BMW                    |
| 1990               | Andrés Vilariño     | Lola T298-BMW 2500                |
| 1991               | Francisco Egózcue   | Osella PA12                       |
| 1992 (25e édition) | Andrés Vilariño     | Lola T298-BMW 2500                |
| 1993 à 2006        | Non disputée        | Non disputée                      |
| 2007               | Denny Zardo         | Lotus Elan                        |
| 2008               | Alessandro Rinolfi  | Morris Mini Cooper S              |
| 2009               | Maurizio Antoniazzi | De Tomaso Vallelunga              |
| 2010               | Massimo Vezzoni     | Lotus Cortina                     |
| 2011 (30e édition) | Mauro Sala          | Porsche 906                       |
| 2012               | Alessandro Rinolfi  | Morris Mini Cooper S              |
| 2013               | Franco Betti        | BMW 2002 Ti                       |
| 2014               | Tiberio Nocentini   | Chevron B19                       |
| 2015               | Stefano Di Fulvio   | Osella PA 9/90                    |